# Peperomia subrenifolia
Peperomia subrenifolia är en pepparväxtart som beskrevs av Trel. & Yunck.. Peperomia subrenifolia ingår i släktet peperomior, och familjen pepparväxter. Inga underarter finns listade i Catalogue of Life.